# Pematang Kasih (Pantai Cermin)
Pematang Kasih is een bestuurslaag in het regentschap Serdang Bedagai van de provincie Noord-Sumatra, Indonesië. Pematang Kasih telt 1157 inwoners (volkstelling 2010).